# Сгон

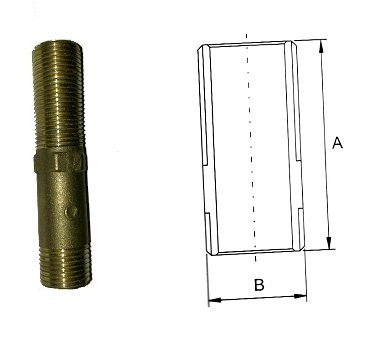
Внешний вид (слева) и чертеж в разрезе

Сгон — деталь, предназначенная для резьбового соединения трубопроводов. Представляет собой отрезок трубы, имеющий на концах трубную резьбу. На одном конце резьба короткая (5-6 витков), на другом — длинная (20-30 витков). Сгон чаще всего применяется для соединения двух неподвижных трубопроводов, когда ни один из них нельзя поворачивать. В арматуру (кран, вентиль) или фитинг (муфту, тройник, угольник (отвод)) одного трубопровода завинчивается сгон (концом с короткой резьбой, обмотанным сантехническим льном и промазанным уплотнительной пастой), на другой конец сгона навинчивается контргайка и муфта. Конец другого трубопровода (он с длинной резьбой) обматывается льном и промазывается уплотнительной пастой, после чего совмещается с концом сгона. Вращением муфта наворачивается на конец трубопровода, соединяя его со сгоном. Затем на сгоне между муфтой и контргайкой наматывают лен и поджимают контргайку к муфте.